# Invidious
Invidious é uma plataforma gratuita e de código aberto destinado como uma alternativa leve e privativa ao serviço de vídeos YouTube. Ele está disponível como um contêiner Docker, ou no branch master do GitHub.
Ele é muito utilizado por usuários e programas visados para a privacidade, especialmente quando é necessário fazer um redirecionamento para um conteúdo da plataforma, com muitos clientes não oficiais do YouTube usando para fazer isso, como o aplicativo de código aberto Yattee e o Freetube

## Características
Invidious não usa a API oficial do YouTube para funcionar, ao invés disso, ele vasculha o site oficial em busca de vídeos e metadados necessários, como curtidas e visualizações. Isso é feito de forma intenciona para diminuir o máximo o possível o compartilhamento de dados ou o uso de informações do Google
A ferramenta de web scraping utilizada pelo Invidious se chama "Invidious Developer API".

## Polêmicas
Com seu lançamento sendo de 2018, o Invidious já acumulou algumas polêmicas durante sua atividade, principalmente aquelas envolvendo direitos autorais sobre o uso de propriedades intelectuais da Google.
Em junho de 2023, a Google estava promovendo diversas batalhas judiciais contra o uso de bloqueadores de publicidade em sua plataforma de vídeos, isso se deve ao fato que muitos usuários utilizavam esses serviços, ao invés do serviço de assinatura YouTube Premium, para acessar conteúdos sem anúncios.
Durante esse período, o Invidious recebeu um comunicado de "cessar e desistir" para conteúdos do YouTube na plataforma. pedido esse que simplesmente foi ignorado pelos desenvolvedores do Invidious devido ao fato de não utilizarem a API do YouTube, assim, não havendo um real motivo para parar as atividades.
A jornalista Jules Roscoe, da Vice.com, afirmou que o YouTube não era o único site que estava promovendo o desligamento em massa de serviços terceirizados, e observou projetos de desenvolvedores independentes do Reddit também estariam passando por uma situação semelhante durante a polêmica alteração na API do Reddit
De acordo com jornal Der Spiegel, "o Invidious é instalado em servidores, que atuam como espelhos não licenciados do YouTube" para permitir que os usuários assistam a vídeos "livres de publicidade e rastreamento". Sendo alvo do Google porque eles lutaram durante anos para bloquear downloads e acesso descontrolado a vídeos e músicas.
No ano de 2020, o criador da plataforma, Omar Roth, afirmou que o projeto se encerraria em sua instância principal (invidio.us). No entanto, o projeto ainda continua sendo atualizado, existindo diversas outras instâncias não oficiais do serviço. uma das mais utilizadas sendo a yewtu.be.